# 前奏曲Op.28, No. 18 (蕭邦)

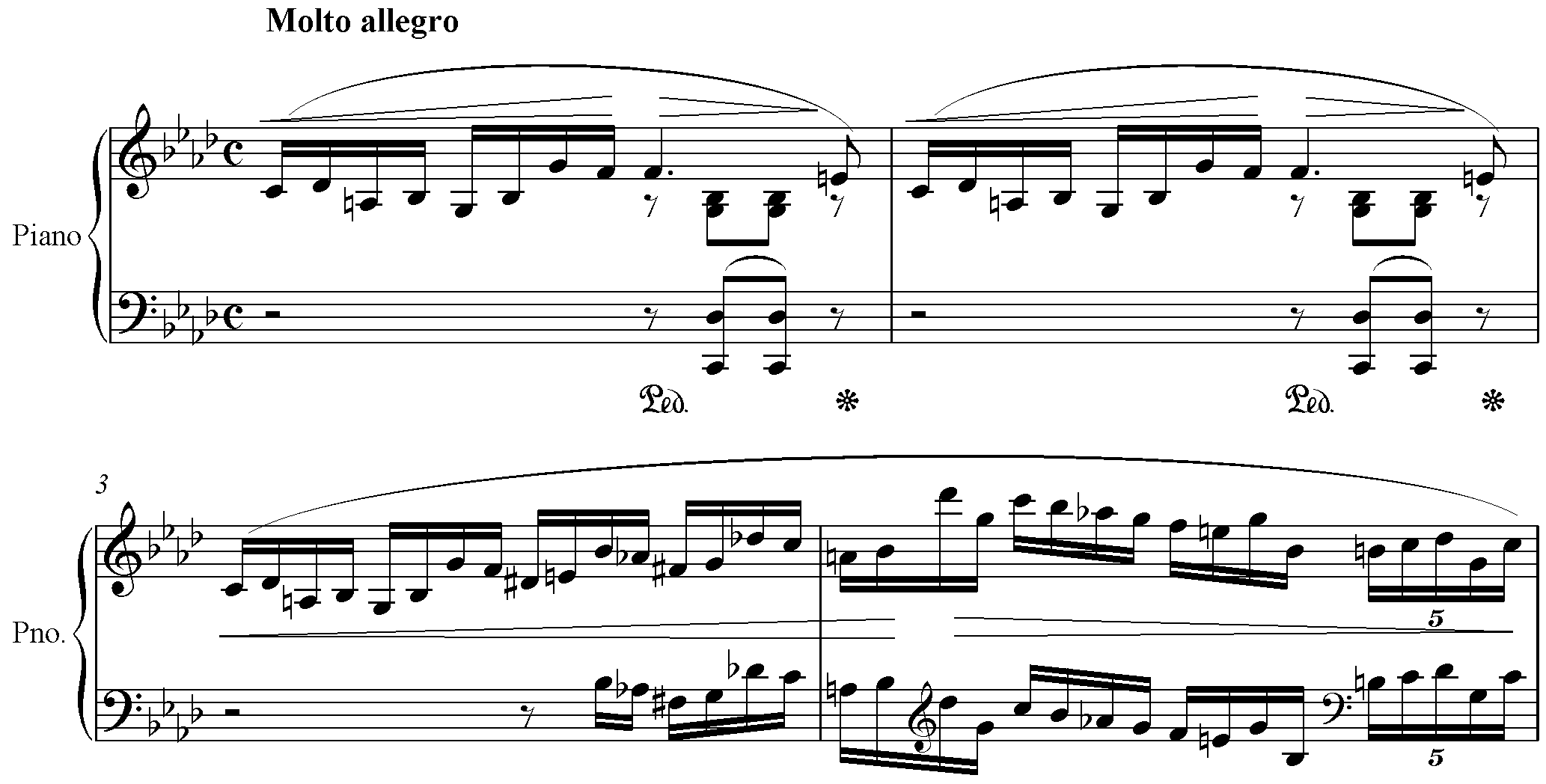
前奏曲Op. 28, No. 18

前奏曲Op. 28, No. 18為蕭邦24首前奏曲中的樂曲，為F小調，極急速（Molto allegro），2/2拍。
樂曲先由弱聲開始，然後不斷漸強，當中有三段以雙手急速彈出的八度樂句，並且一段快於一段，使氣氛從略為遲疑變為激昂，最後突然以fff和弦作結，為樂曲留下懸念。
阿爾弗雷德·科爾托將其稱為“詛咒”（Imprécations），汉斯·冯·彪罗將其稱為“自盡”（Suicide）。

## 外部連結
- 前奏曲, Op. 28：国际乐谱典藏计划上的乐谱
- 来自乌托邦计划（英语：Mutopia Project）的多种格式乐谱 （页面存档备份，存于）